# Cação-bruxa

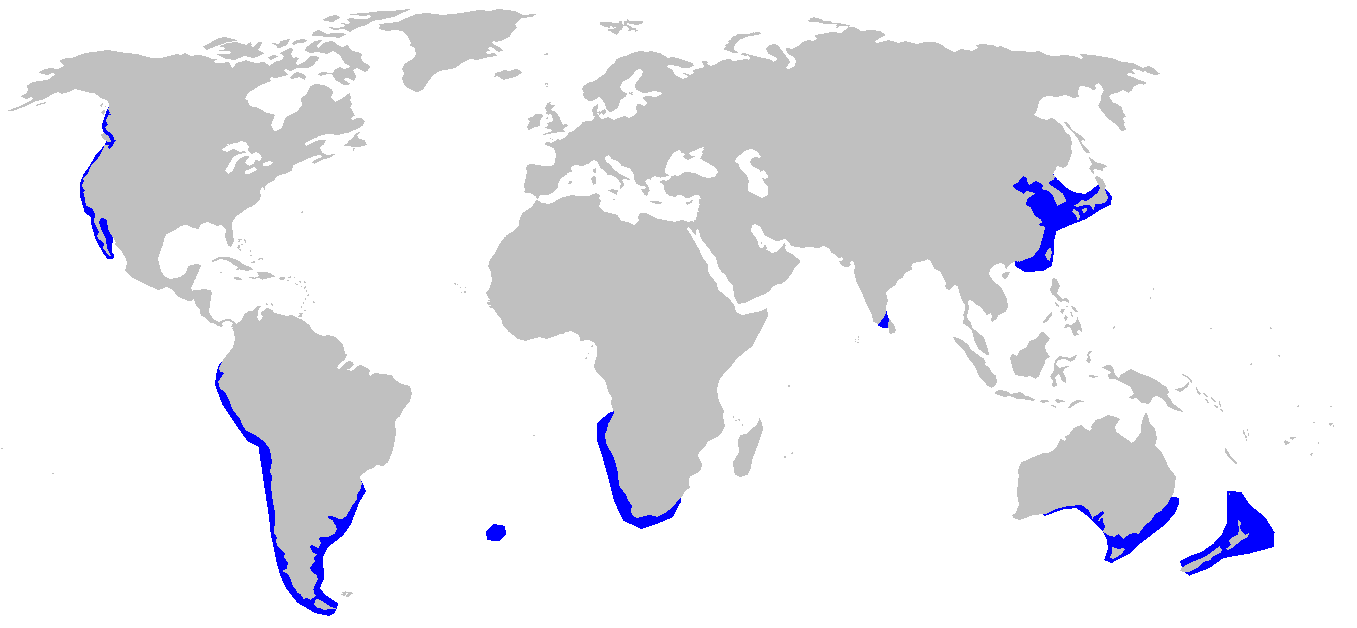
Distribuição do Cação-bruxa ao redor do mundo.

O cação-bruxa (Notorynchus cepedianus) é uma espécie de tubarão marinho, demersal, pertencente à família Hexanchidae. Habita a plataforma continental de todos os oceanos com exceção do Mar Mediterrâneo e do Oceano Atlântico em suas porções central e norte . Possui sete fendas branquiais, o seu corpo é fusiforme (pode atingir os 3 m de comprimento) e a cabeça é larga. Apresenta uma coloração cinzenta prateada a acastanhada dorsalmente com pintas escuras, sendo branca ventralmente. Tem uma alimentação generalista. É uma espécie ovovivípara.
É potencialmente agressivo para o Homem, sobretudo se provocado.

## Usos
É utilizada para exposição em aquários públicos. Tem importância económica: é usada na alimentação humana, a sua pele é utilizada para fabricação de couro e óleo é extraído do seu fígado.

## Taxonomia
O cação-bruxa é a única espécie actualmente classificada no género Notorynchus. No entanto, este género já conteve outras espécies, hoje em dia consideradas sinónimos de N. cepedianus:
- Notorynchus aptiensis (Pictet, 1865)
- Notorynchus intermedius Wagner
- Notorynchus lawleyi Ciola & Fulgosi, 1983
- Notorynchus munsteri (Agassiz, 1843)
- Notorynchus serratissimus (Agassiz, 1844)
- Notorynchus serratus (Agassiz, 1844)